# Georgi Kamenski
Georgi Kamenski (bulgare : Георги Кaмeнcки), né le 3 février 1947 à Sofia en Bulgarie, est un joueur de football bulgare, qui évoluait au poste de gardien de but.

## Biographie

### Carrière en club
Avec le Levski Sofia, il remporte trois championnats de Bulgarie et quatre Coupes de Bulgarie.
Son bilan en première division bulgare est de 87 matchs joués. Il est titulaire lors des saisons 1969-1970 et 1971-1972.

### Carrière en sélection
Il figure dans le groupe des sélectionnés lors de la Coupe du monde de 1970. Il ne joue toutefois aucun match lors du mondial organisé au Mexique.

## Palmarès
Levski Sofia
- Championnat de Bulgarie (3) :
  - Champion : 1964-65, 1967-68 et 1969-70.
  - Vice-champion : 1965-66, 1968-69, 1970-71 et 1971-72.

- Coupe de Bulgarie (4) :
  - Vainqueur : 1967, 1968, 1970 et 1971.
  - Finaliste : 1965 et 1969.